# Maïa Mazzara
Maïa Mazzara, née le 5 août 2003 à Clamart, est une patineuse artistique française, qui concourt en individuel. Elle est double vice-championne de France (2020 et 2021). Au niveau junior, elle est médaillée d'argent à la Merano Cup en Italie en 2017,.

## Biographie

### Carrière sportive

#### Saison 2017/2018
À la saison 2017/2018, Maïa remporte la médaille d'argent à la Merano Cup en Italie,. Elle représente alors la Suisse pour deux saisons.
En mars 2018, elle fait ses débuts aux championnats du monde juniors, en se classant 35e.

#### Saison 2018/2019
À la saison 2018/2019, Maïa fait ses débuts au Grand Prix junior, lors l'étape à Bratislava (Slovaquie) en août, en se classant 10e avec 139.59 points,,.
Durant cette saison, elle fait ses débuts aux championnats de France de niveau senior, en tant qu'invitée étrangère. Elle s'y classe 7e. Son classement n'est toutefois pas pris en compte puisque ne patinant pas pour la France.

#### Saison 2019/2020
À la saison 2019/2020, elle décide de patiner pour la France.
Sacrée championne de france junior en fevrier 2020 a Charleville-Mézières obtenant un total de 175,00 points, soit 34 de plus que sa première concurrente Oceane Piegad (Nice baie des Anges), deuxième et Lorine Schild (Club De Patinage Artistique De Reims), troisième .
Elle participe à deux étapes de la série du Grand Prix Junior, à Tcheliabinsk (Russie) et à Egna (Italie). En Russie elle est 20e, en Italie 9e,.
En décembre, elle participe à sa première compétition de la série Challenger, le Golden Spin of Zagreb, en se classant 9e,.
À la fin de décembre, elle remporte la médaille d'argent aux championnats de France de niveau senior.

## Palmarès
| Compétition                                                                         | 2018    | 2019    | 2020    | 2021    | 2022    | 2023    | 2024    | 2025    |  |  |  |  |  |  |
| Jeux olympiques d'hiver                                                             |         |         |         |         |         |         |         |         |  |  |  |  |  |  |
| Championnats du monde                                                               |         |         | CA      |         |         |         |         |         |  |  |  |  |  |  |
| Championnats d’Europe                                                               |         |         | 11e     | CA      |         |         |         |         |  |  |  |  |  |  |
| Championnats de France                                                              |         |         | 2e      | 2e      | 4e      | 3e      | F       | 5e      |  |  |  |  |  |  |
| Championnats du monde juniors                                                       | 35e     |         | 16e     | CA      |         |         |         |         |  |  |  |  |  |  |
|                                                                                     |         |         |         |         |         |         |         |         |  |  |  |  |  |  |
| Grand Prix ISU                                                                      | 2017/18 | 2018/19 | 2019/20 | 2020/21 | 2021/22 | 2022/23 | 2023/24 | 2024/25 |  |  |  |  |  |  |
| Trophée de France                                                                   |         |         |         | CA      | F       | 12e     | 11e     | F       |  |  |  |  |  |  |
| Légende : F= Forfait ; CA = Championnats annulés à cause de la pandémie de Covid-19 |         |         |         |         |         |         |         |         |  |  |  |  |  |  |